# Satellite Award/Neue Medien/Bestes Sport-/Rennspiel
Mit dem Satellite Award Bestes Sport-/Rennspiel werden die besten Sport- und/oder Rennspiele ausgezeichnet. Diese Auszeichnung wird seit 2004 verliehen.
Im Jahr 2005 wurden auch einmalig Kampfspiele berücksichtigt. Im Jahr 2007 hingegen wurden Rhythmus-/Musikspiele ebenfalls berücksichtigt, welche im nachfolgenden Jahr 2008 erst- und letztmals einen eigenen Satellite Award erhielten.
Es werden immer jeweils die Spiele des Vorjahres ausgezeichnet.

## Nominierungen und Gewinner

### Bestes Sport-/Rennspiel

#### 2004–2009
| Jahr                      | Kategorie                    | Kandidaten                           | Spieleentwickler                                    | Publisher                              |
| ------------------------- | ---------------------------- | ------------------------------------ | --------------------------------------------------- | -------------------------------------- |
| 2004 (Gewinner unbekannt) | Sportspiele                  | ESPN NFL 2K5                         | Visual Concepts                                     | 2K Sports                              |
| 2004 (Gewinner unbekannt) | Sportspiele                  | Major League Baseball 2005           | Sony Computer Entertainment                         | 989 Studios                            |
| 2004 (Gewinner unbekannt) | Sportspiele                  | NBA Ballers                          | Midway Games                                        | Midway Games                           |
| 2004 (Gewinner unbekannt) | Sportspiele                  | NFL Street                           | Electronic Arts                                     | Electronic Arts                        |
| 2004 (Gewinner unbekannt) | Sportspiele                  | MX Unleashed                         | Rainbow Studios, Humagade                           | THQ                                    |
| 2004 (Gewinner unbekannt) | Sportspiele                  | Tony Hawk's Underground 2            | Neversoft, Vicarious Visions                        | Activision                             |
| 2005                      | Sport-/Kampf-/Rennspiele     | Burnout Revenge                      | Criterion Games                                     | Electronic Arts                        |
| 2005                      | Sport-/Kampf-/Rennspiele     | 187 Ride or Die                      | Ubisoft                                             | Ubisoft                                |
| 2005                      | Sport-/Kampf-/Rennspiele     | Blitz: The League                    | Midway Games                                        | Warner Bros. Interactive Entertainment |
| 2005                      | Sport-/Kampf-/Rennspiele     | L.A. Rush                            | Midway Newcastle                                    | Midway Games, Zoo Digital Publishing   |
| 2005                      | Sport-/Kampf-/Rennspiele     | NBA Street Volume 3                  | Electronic Arts                                     | EA Sports Big                          |
| 2005                      | Sport-/Kampf-/Rennspiele     | Tekken 5                             | Namco                                               | Namco, Sony Computer Entertainment     |
| 2006                      | Sportspiele                  | FIFA 07                              | Electronic Arts, Exient Entertainment               | Electronic Arts                        |
| 2006                      | Sportspiele                  | MLB '06: The Show                    | SCE San Diego                                       | Sony Computer Entertainment            |
| 2006                      | Sportspiele                  | NCAA Football 2007                   | Electronic Arts                                     | Electronic Arts                        |
| 2006                      | Sportspiele                  | Pro Evolution Soccer 5               | Konami                                              | Konami                                 |
| 2006                      | Sportspiele                  | Rockstar Games Presents Table Tennis | Rockstar San Diego                                  | Rockstar Games                         |
| 2007                      | Sport-/Rhythmus-/Musikspiele | Guitar Hero II                       | Harmonix                                            | Activision                             |
| 2007                      | Sport-/Rhythmus-/Musikspiele | Elite Beat Agents                    | iNiS                                                | Nintendo                               |
| 2007                      | Sport-/Rhythmus-/Musikspiele | Forza Motorsport 2                   | Turn 10 Studios                                     | Microsoft Studios                      |
| 2007                      | Sport-/Rhythmus-/Musikspiele | Wii Sports                           | Nintendo                                            | Nintendo                               |
| 2007                      | Sport-/Rhythmus-/Musikspiele | Pro Evolution Soccer 2007            | Konami                                              | Konami                                 |
| 2008                      | Sport-/Rennspiele            | NHL 09                               | Electronic Arts, HB Studios                         | Electronic Arts                        |
| 2008                      | Sport-/Rennspiele            | Burnout Paradise                     | Criterion Games                                     | Electronic Arts                        |
| 2008                      | Sport-/Rennspiele            | FIFA 09                              | Electronic Arts, Sumo Digital, Exient Entertainment | Electronic Arts                        |
| 2008                      | Sport-/Rennspiele            | Mario Kart Wii                       | Nintendo                                            | Nintendo                               |
| 2008                      | Sport-/Rennspiele            | MLB 08: The Show                     | SCE San Diego                                       | Sony Computer Entertainment            |
| 2008                      | Sport-/Rennspiele            | Wii Fit                              | Nintendo                                            | Nintendo                               |
| 2009                      | keine Auszeichnung           |                                      |                                                     |                                        |

#### Seit 2010
| Jahr | Kategorie          | Kandidaten                                  | Spieleentwickler                                  | Publisher                      |
| ---- | ------------------ | ------------------------------------------- | ------------------------------------------------- | ------------------------------ |
| 2010 | keine Auszeichnung |                                             |                                                   |                                |
| 2011 | Sport-/Rennspiele  | Forza Motorsport 4                          | Turn 10 Studios                                   | Microsoft Studios              |
| 2011 | Sport-/Rennspiele  | FIFA 12                                     | Electronic Arts                                   | Electronic Arts                |
| 2011 | Sport-/Rennspiele  | MLB 11: The Show                            | SCE San Diego                                     | Sony Computer Entertainment    |
| 2011 | Sport-/Rennspiele  | NBA 2K12                                    | Visual Concepts, Virtuos                          | 2K Sports                      |
| 2012 | Sport-/Rennspiele  | Forza Horizon                               | Playground Games, Turn 10 Studios                 | Microsoft Studios              |
| 2012 | Sport-/Rennspiele  | FIFA 13                                     | Electronic Arts                                   | Electronic Arts                |
| 2012 | Sport-/Rennspiele  | LittleBigPlanet Karting                     | United Front Games, SCE San Diego, Media Molecule | Sony Computer Entertainment    |
| 2012 | Sport-/Rennspiele  | Madden NFL 13                               | Electronic Arts                                   | Electronic Arts                |
| 2012 | Sport-/Rennspiele  | Pro Evolution Soccer 2013                   | Konami                                            | Konami                         |
| 2013 | Sport-/Rennspiele  | Need for Speed Rivals                       | Ghost Games                                       | Electronic Arts                |
| 2013 | Sport-/Rennspiele  | FIFA 14                                     | Electronic Arts                                   | Electronic Arts                |
| 2013 | Sport-/Rennspiele  | Forza Motorsport 5                          | Turn 10 Studios                                   | Microsoft Studios              |
| 2013 | Sport-/Rennspiele  | Grid 2                                      | Codemasters, Feral Interactive                    | Codemasters, Feral Interactive |
| 2013 | Sport-/Rennspiele  | NBA 2K14                                    | Visual Concepts                                   | 2K Sports                      |
| 2014 | keine Auszeichnung |                                             |                                                   |                                |
| 2015 | keine Auszeichnung |                                             |                                                   |                                |
| 2016 | Sport-/Rennspiele  | NHL 17                                      | Electronic Arts                                   | Electronic Arts                |
| 2016 | Sport-/Rennspiele  | FIFA 17                                     | Electronic Arts                                   | Electronic Arts                |
| 2016 | Sport-/Rennspiele  | Mario & Sonic at the Rio 2016 Olympic Games | Sega Sports R&D                                   | Nintendo                       |
| 2016 | Sport-/Rennspiele  | MLB The Show 16                             | SCE San Diego                                     | Sony Interactive Entertainment |
| 2016 | Sport-/Rennspiele  | Pro Evolution Soccer 2017                   | PES Productions                                   | Konami                         |

### Bestes Rhythmus-/Musikspiel
| Jahr | Kandidaten             | Spieleentwickler                               | Publisher                   |
| ---- | ---------------------- | ---------------------------------------------- | --------------------------- |
| 2008 | Rock Band 2            | Harmonix, Pi Studios                           | MTV Games                   |
| 2008 | Guitar Hero World Tour | Neversoft, Budcat Creations, Vicarious Visions | Activision, Aspyr Media     |
| 2008 | Patapon                | Pyramid, SCE Japan                             | Sony Computer Entertainment |
| 2008 | Rock Band              | Harmonix, MTV Games                            | Electronic Arts             |
| 2008 | Singstar               | SCE London                                     | Sony Computer Entertainment |